# Republika Środkowoafrykańska na Letnich Igrzyskach Olimpijskich 2016
Republikę Środkowoafrykańską na Letnich Igrzyskach Olimpijskich 2016, które odbyły się w Rio de Janeiro, reprezentowało 6 zawodników - 3 mężczyzn i 3 kobiety.
Był to dziesiąty start reprezentacji Republiki Środkowoafrykańskiej na letnich igrzyskach olimpijskich.

## Reprezentanci

### Boks
Kobiety
| Zawodniczka      | Konkurencja | 1/8                 | Ćwierćfinał         | Półfinał            | Finał               | Finał   |
| Zawodniczka      | Konkurencja | Przeciwniczka Wynik | Przeciwniczka Wynik | Przeciwniczka Wynik | Przeciwniczka Wynik | Miejsce |
| ---------------- | ----------- | ------------------- | ------------------- | ------------------- | ------------------- | ------- |
| Judith Mbougnade | waga musza  | Valencia P TKO      | NQ                  | NQ                  | NQ                  | NQ      |

### Lekkoatletyka
Mężczyźni
| Zawodnik              | Konkurencja | Eliminacje | Eliminacje | Półfinał | Półfinał | Finał | Finał   |
| Zawodnik              | Konkurencja | Wynik      | Miejsce    | Wynik    | Miejsce  | Wynik | Miejsce |
| --------------------- | ----------- | ---------- | ---------- | -------- | -------- | ----- | ------- |
| Francky-Edgard Mbotto | 800 m       | 1:52,97    | 7.         | NQ       | NQ       | NQ    | NQ      |

Kobiety
| Zawodniczka       | Konkurencja | Eliminacje | Eliminacje | Półfinał | Półfinał | Finał | Finał   |
| Zawodniczka       | Konkurencja | Wynik      | Miejsce    | Wynik    | Miejsce  | Wynik | Miejsce |
| ----------------- | ----------- | ---------- | ---------- | -------- | -------- | ----- | ------- |
| Elisabeth Mandaba | 800 m       | 2:11,70 NR | 8.         | NQ       | NQ       | NQ    | NQ      |

### Pływanie
Mężczyźni
| Zawodnik         | Konkurencja          | Eliminacje | Eliminacje | Półfinał | Półfinał | Finał | Finał   |
| Zawodnik         | Konkurencja          | Wynik      | Miejsce    | Wynik    | Miejsce  | Wynik | Miejsce |
| ---------------- | -------------------- | ---------- | ---------- | -------- | -------- | ----- | ------- |
| Christian Nassif | 50 m stylem dowolnym | 30,00      | 84.        | NQ       | NQ       | NQ    | NQ      |

Kobiety
| Zawodniczka     | Konkurencja          | Eliminacje | Eliminacje | Półfinał | Półfinał | Finał | Finał   |
| Zawodniczka     | Konkurencja          | Wynik      | Miejsce    | Wynik    | Miejsce  | Wynik | Miejsce |
| --------------- | -------------------- | ---------- | ---------- | -------- | -------- | ----- | ------- |
| Chloe Sauvourel | 50 m stylem dowolnym | 37,15      | 85.        | NQ       | NQ       | NQ    | NQ      |

### Taekwondo
Mężczyźni
| Zawodnik   | Konkurencja | 1/8              | Ćwierćfinał      | Półfinał         | Repasaż          | Finał/BM         | Finał/BM |
| Zawodnik   | Konkurencja | Przeciwnik Wynik | Przeciwnik Wynik | Przeciwnik Wynik | Przeciwnik Wynik | Przeciwnik Wynik | Pozycja  |
| ---------- | ----------- | ---------------- | ---------------- | ---------------- | ---------------- | ---------------- | -------- |
| David Boui | - 68 kg     | Lee P 0-6        | NQ               | NQ               | NQ               | NQ               | NQ       |